# Mario Göhring
Mario Göhring (* 17. November 1982 in Nürnberg) ist ein ehemaliger deutscher Basketballspieler.

## Werdegang
Göhring spielte als Jugendlicher beim BSC Woffenbach und für Falke Nürnberg. Zur Saison 2000/01 rückte der 1,79 Meter große Aufbauspieler vom Nürnberger Nachwuchs in die Zweitligamannschaft auf. Er verließ Nürnberg 2003, studierte und spielte während der Saison 2003/04 an der University of Maine at Fort Kent in den Vereinigten Staaten. Hernach ging Göhring nach Nürnberg zurück, 2005 stieg er mit der Mannschaft in die Basketball-Bundesliga auf. Er kam zwischen 2005 und 2007 zu insgesamt 19 Bundesliga-Spielen.
In der Saison 2007/08 spielte er für den SV Stauf in der Bezirksliga Oberpfalz. In der Sommerpause 2008 stieß er zum Aufgebot des Zweitligisten USC Heidelberg und spielte bis zum 19. Spieltag der Saison 2008/09 für die Mannschaft und dann noch im selben Spieljahr kurz für die Crailsheim Merlins in der drittklassigen 2. Bundesliga ProB. In der Saison 2009/10 trat er mit dem Nürnberger BC in der 2. Bundesliga ProB an. In der Saison 2010/11 verstärkte Göhring kurzzeitig den SV Stauf (mittlerweile in der Oberliga). 2011 schloss er sich den Saar-Pfalz Braves an und bestritt für den Zweitligisten in der Saison 2011/12 neun Begegnungen. In dieser Saison bildete Göhring zusätzlich mit Stephan Seile das Trainergespann der saarländischen Mannschaft in der Jugend-Basketball-Bundesliga.
Er war Assistenztrainer der Fibalon Baskets in Neumarkt in der Oberpfalz, im Sommer 2017 übernahm er bei der in der Bayernliga antretenden Mannschaft das Amt des Cheftrainers. Er führte die Mannschaft in der Saison 2017/18 ohne jegliche Niederlage zum Aufstieg in die 2. Regionalliga. 2020 gab Göhring das Traineramt ab, sprang in der Saison 2020/21 aber zeitweise noch aushilfsweise als Trainer der Mannschaft ein.